# Wüstenrot

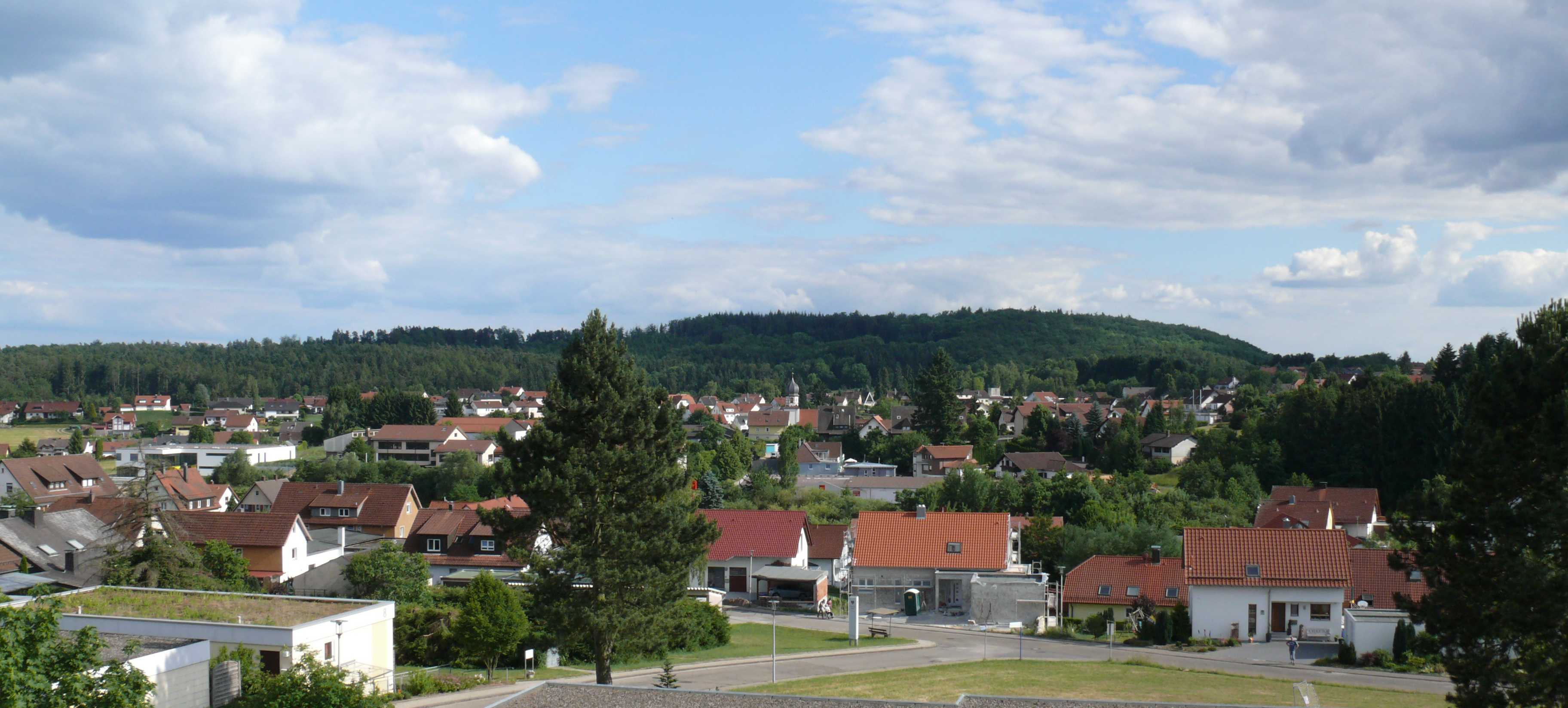
Blick von Norden auf das Zentrum von Wüstenrot

Wüstenrot ist eine Gemeinde im Mainhardter Wald mit etwa 6.600 Einwohnern, mehr als die Hälfte davon in eingemeindeten kleineren Dörfern. Sie gehört zum Landkreis Heilbronn und zum Regionalverband Heilbronn-Franken. Im für die Gemeinde namengebenden Hauptort Wüstenrot wurde 1921 die Wüstenrot Bausparkasse gegründet.

## Geographie

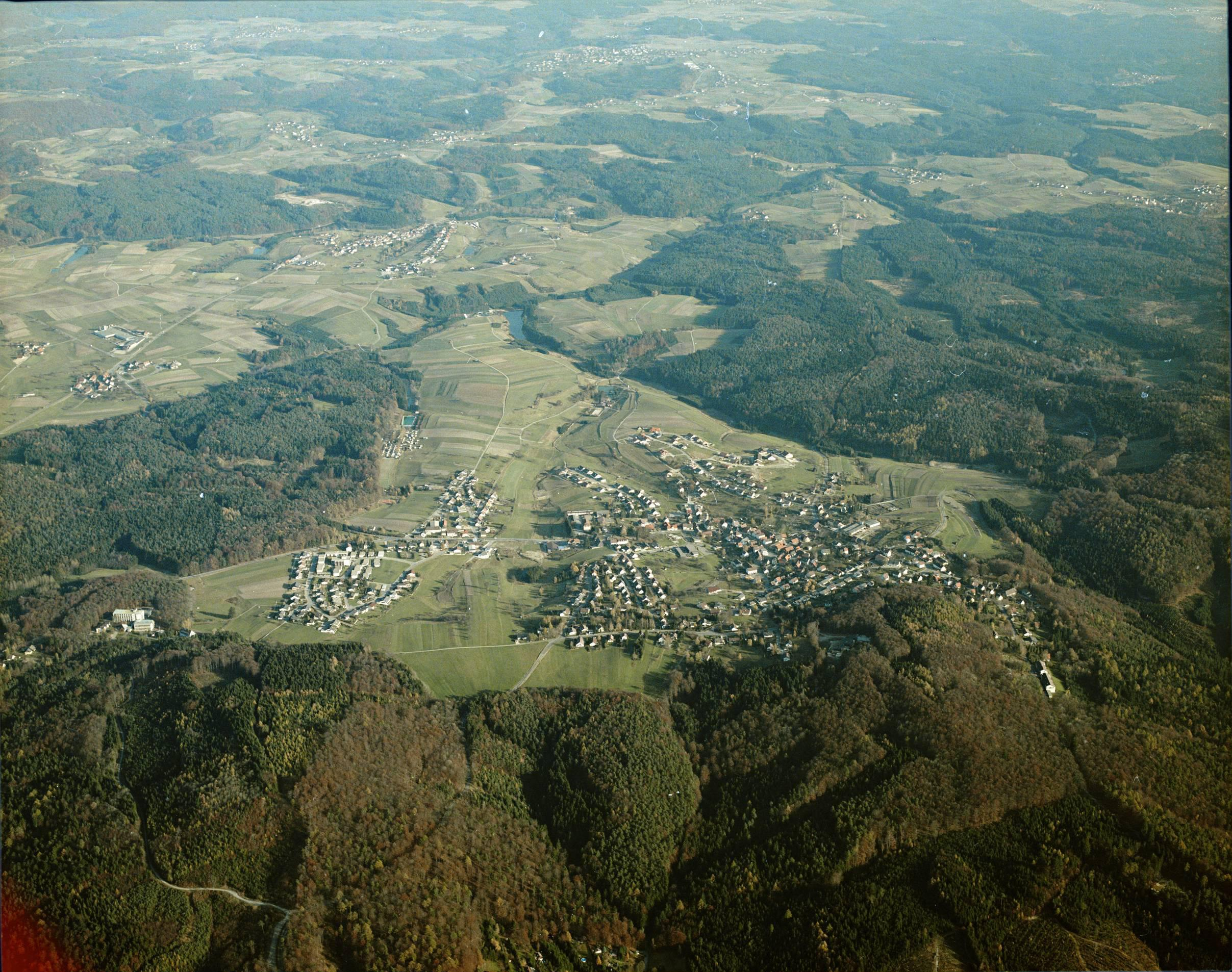
Luftbild von Wüstenrot von Westen, 1983

### Geographische Lage
Wüstenrot liegt im Mainhardter Wald im Südosten des Landkreises Heilbronn im Naturraum Schwäbisch-Fränkische Waldberge. Im Gemeindegebiet entspringt die Rot, die das zentrale Gemeindegebiet entwässert. Der Norden des Gemeindegebiets um Maienfels entwässert zur Brettach, während Neulautern im Tal der „Spiegelberger“ Lauter liegt.

### Nachbargemeinden
Nachbarstädte und -gemeinden Wüstenrots sind (im Uhrzeigersinn, beginnend im Westen): die Städte Beilstein und Löwenstein (beide Landkreis Heilbronn), Bretzfeld (Hohenlohekreis), Mainhardt (Landkreis Schwäbisch Hall), Großerlach und Spiegelberg (beide Rems-Murr-Kreis) sowie Oberstenfeld (Ortsteil Prevorst, Landkreis Ludwigsburg).

### Gemeindegliederung
Die Gemeinde Wüstenrot besteht aus den fünf Ortschaften (und ehemaligen Gemeinden) Wüstenrot, Finsterrot, Maienfels, Neuhütten und Neulautern.
- Zur Ortschaft Wüstenrot gehören die Weiler Bernbach, Greuthof, Hasenhof, Schmellenhof, Spatzenhof, Stangenbach, Stollenhof und Weihenbronn sowie die Wohnplätze Chausseehaus, Hals, Horkenbrück und Lohmühle.

- Zu Finsterrot gehören die Wohnplätze Berg, Binsenhof und Dörfle.

- Zu Maienfels gehören die Weiler Berg, Busch, Kreuzle, Oberheimbach, Ochsenhof, Schweizerhof und Walklensweiler sowie die Höfe Blindenmannshäusle und Happbühl.

- Zu Neuhütten gehören die Weiler Bärenbronn, Kühhof, Lauxenhof und Plapphof sowie der Wohnplatz Jägerhaus im Kreuzle.

- Zu Neulautern die Weiler Altlautern und Buchenbach sowie der Wohnplatz Lautertal.[3]

Der zu Wüstenrot gehörende ehemalige Wohnplatz Neuhütte im Joachimstal ist seit 1999 eine Wüstung.
Die Gemeinde Wüstenrot hat nach Zahlen der Gemeindeverwaltung (Stand 31. Dezember 2014) 6.670 Einwohner, von denen 2.980 im Ortsteil Wüstenrot, 1.666 in Neuhütten, 1.004 in Maienfels, 515 in Neulautern und 505 in Finsterrot leben.

### Flächenaufteilung
Nach Daten des Statistischen Landesamtes, Stand 2014.

## Geschichte

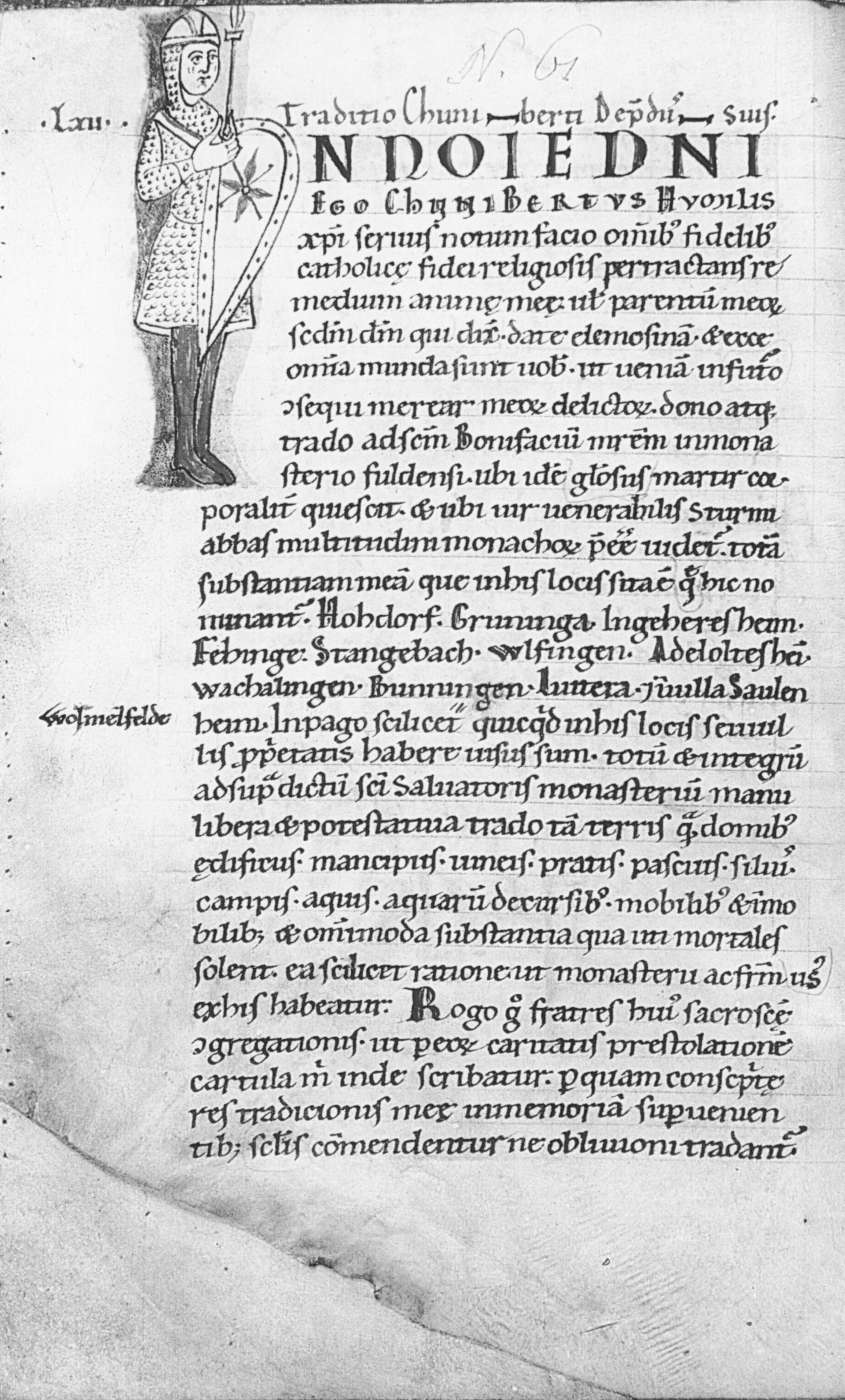
Ersterwähnung Stangenbachs im Codex Eberhardi (ungefähr in der Bildmitte)

### Römerzeit
In der Nähe der heutigen Gemeinde liegt der Obergermanische Limes. Dennoch wurde die Gegend zu römischer Zeit noch nicht besiedelt.

### Mittelalter
Die erste überlieferte Erwähnung einer Ortschaft im Gemeindegebiet ist 779 die Schenkung eines Besitzes in Stangenbach an das Kloster Fulda. Wüstenrot wurde erst 1325 erstmals erwähnt.
Während des 11. und 12. Jahrhunderts gehörte die Gegend den Grafen von Löwenstein. 1277, nach dem Ende der Staufer, erwarben die Grafen von Hohenlohe, die Herren von Weinsberg und die Schenken von Limpurg Einfluss. Die Burg Maienfels über dem Brettachtal fiel an die Herren von Weinsberg, die auch die nahe Burg Böhringsweiler (auf heutiger Gemarkung von Großerlach) besaßen.
Im 14. Jahrhundert besaß ein Rittergeschlecht, das sich nach der Burg benannte, Maienfels. Noch im 14. Jahrhundert starben die Ritter von Maienfels aus, und die Burg fiel 1390 an Wolf von Wunnenstein, genannt „Gleißender Wolf“. Dessen Sohn unternahm Raubzüge gegen reichsstädtische Handelszüge, bis er durch die Stadt Rothenburg gefangen genommen wurde.

### Frühe Neuzeit
Wüstenrot fiel 1504 an Württemberg, während das um 1511 gegründete Finsterrot zu Hohenlohe gehörte. Das Dorf entstand in einer Rodung, die Wendel Hipler, hohenlohischer Kanzler, vornehmen ließ. Zu dieser Zeit gewann die Glasherstellung, die sich der reichen Holzvorräte der umliegenden Wälder bediente, an Bedeutung. Ortsnamen wie Neuhütten erinnern noch heute an diesen Wirtschaftszweig, der bis in das 19. Jahrhundert bestand. Im Dreißigjährigen Krieg wurden die Orte im Mainhardter Wald wie in ganz Württemberg stark in Mitleidenschaft gezogen. Die Bevölkerung ging teils auf die Hälfte zurück und erreichte erst Jahrzehnte später wieder den alten Stand.

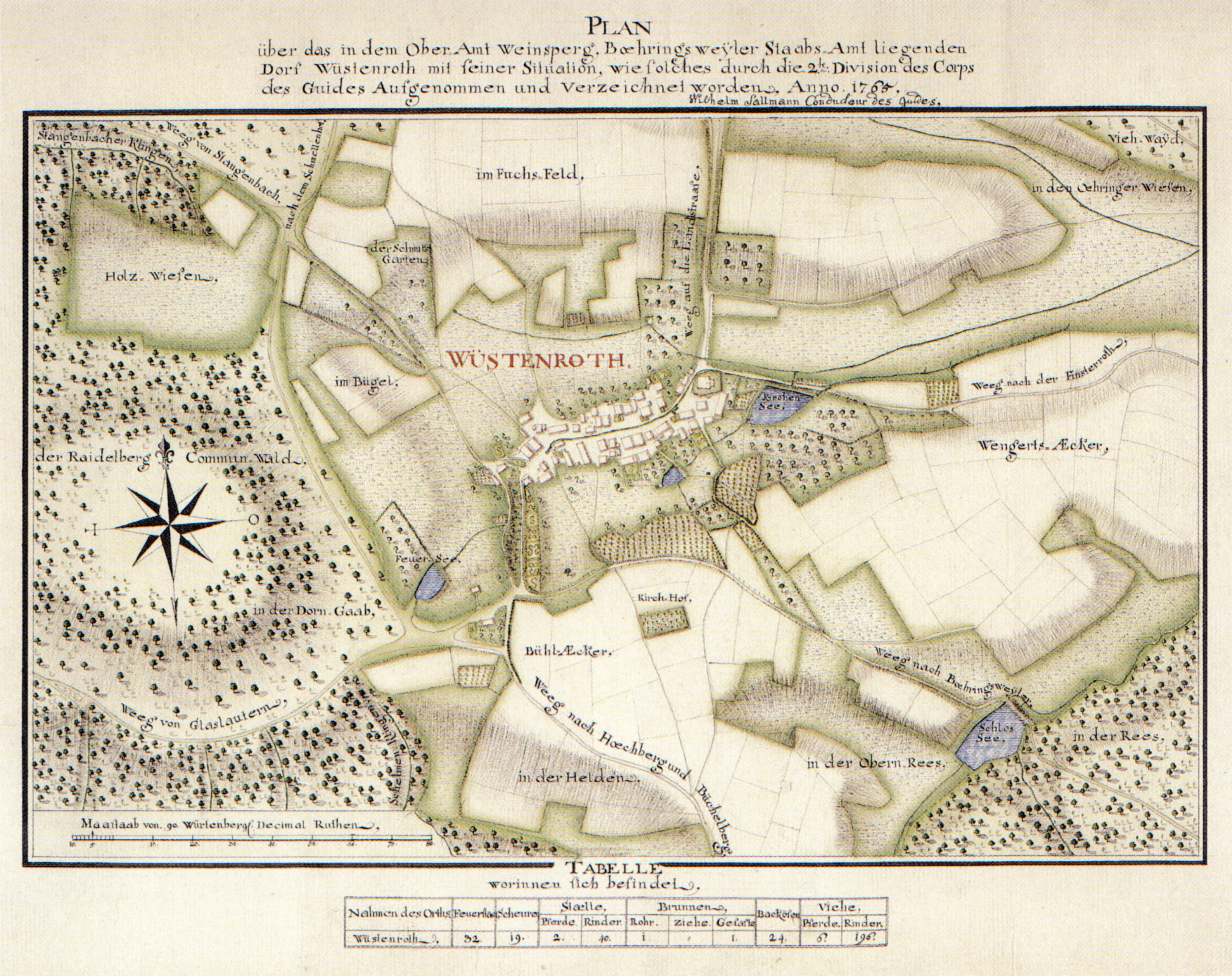
Karte Wüstenrots im Jahr 1765

1772/73 erfasste ein „Silberrausch“ Wüstenrot und Umgebung. Dem naturwissenschaftlich interessierten Prälaten Oetinger aus dem nahen Murrhardt waren Erzproben aus der Wüstenroter Pfaffenklinge überbracht worden. Ein selbsternannter betrügerischer „Bergrat Riedel“ aus Sachsen, der sich damals bei Oetinger aufhielt, behauptete, diese hätten einen hohen Silbergehalt, und konnte Oetinger davon überzeugen, sich für den Betrieb eines Bergwerks an dieser Stelle einzusetzen. Durch den Einsatz Oetingers wurde das Bergwerk namens Unverhofftes Glück genehmigt, der Verkauf von Kuxen finanzierte es. Riedel gelang es, Offiziere und Soldaten aus Ludwigsburg, darunter Schillers Vater Johann Kaspar Schiller, zur Finanzierung eines weiteren Stollens neben dem ersten zu gewinnen, der den Namen Soldatenglück erhielt. Auch in den benachbarten Orten Erlach und Neulautern legte man Silberbergwerke an. Silberfunde blieben jedoch überall aus, und trotz einer Bergwerkspredigt Oetingers am 25. Juli 1773, die zum Ausharren ermahnte, wuchsen die Zweifel an Riedel, der schließlich in Löwenstein verhaftet wurde. Der Betrieb der Bergwerke wurde eingestellt, das Inventar verkauft. Seit 1986 steht die Pfaffenklinge mit den Stollen als flächenhaftes Naturdenkmal unter Schutz.
Im 18. und frühen 19. Jahrhundert war die Familie Wenzel weit in Wüstenrot verbreitet. Aus ihr entstammten mehrere Schultheiße und Gastwirte sowie vor allem zahlreiche Hüttenmeister der Glashütte in Neulautern. Der Bundeskanzler Helmut Schmidt, dessen Vater anfangs noch den Nachnamen Wenzel trug, stammt von dem um 1800 aus Wüstenrot nach Hamburg verzogenen Christian Heinrich Wenzel ab.

### Württembergische Königszeit
Während der Neuordnung der Region im Zuge der Mediatisierung zu Napoleons Zeit kamen die Orte Finsterrot, Maienfels, Neuhütten und Neulautern ebenfalls an Württemberg, welches 1806 zum Königreich erhoben wurde. Bei der Umsetzung der neuen Verwaltungsgliederung verblieb das altwürttembergische Wüstenrot beim bisherigen Oberamt Weinsberg. Die vier neuwürttembergischen Nachbarorte kamen nach verschiedenen Zwischenlösungen schließlich bis 1810 ebenfalls alle zu diesem Oberamt. Im Laufe der Märzrevolution 1848 kam es in der Ritterschaft Maienfels, die zwar keine hoheitlichen Rechte mehr hatte, jedoch als Landbesitzerin immer noch Abgaben von den Bauern erheben konnte, zu Aufständen. Not, Elend und Misswirtschaft der Orts-Schultheißen trieben die Einwohner zur Auswanderung und führten dazu, dass 1855/56 alle fünf Gemeinden unter Staatsaufsicht gestellt wurden, die in Wüstenrot bis 1864 andauerte, in Neulautern bis 1876. Ende des 19. Jahrhunderts wurden die ersten Industrieansiedlungen errichtet, die neben der Landwirtschaft, der Glasherstellung und der Holzwirtschaft für weitere Erwerbsmöglichkeiten in der Region sorgten.

### Zwischenkriegszeit
1921 gründete Georg Kropp in Wüstenrot die Bausparkasse Gemeinschaft der Freunde, aus der sich die spätere Wüstenrot Bausparkasse entwickelte. Schon 1930 siedelte das Unternehmen nach Ludwigsburg über, behielt aber den Namen Wüstenrot bei. Die daraufhin von einem ehemaligen Kropp-Mitarbeiter 1931 in Wüstenrot gegründete Bausparkasse Deutsche Erde erwies sich als kurzlebig und wurde 1933 wieder aufgelöst.
1926 löste die Regierung des Volksstaates Württemberg das Oberamt Weinsberg auf. Wüstenrot und Neulautern wurden nun dem Oberamt Heilbronn unterstellt, Finsterrot, Maienfels und Neuhütten dem Oberamt Öhringen.
Bei der Verwaltungsreform während der NS-Zeit in Württemberg gelangten  Wüstenrot und Neulautern 1938 zum Landkreis Heilbronn, Finsterrot zum Landkreis Schwäbisch Hall und Maienfels sowie Neuhütten zum Landkreis Öhringen.

### Nachkriegszeit
Nach dem Zweiten Weltkrieg fiel Wüstenrot mit allen heute zugehörigen Ortschaften in die Amerikanische Besatzungszone und gehörte somit zum neu gegründeten Land Württemberg-Baden, das 1952 im Bundesland Baden-Württemberg aufging.
Am 1. Januar 1973 wurde im Rahmen der Gemeinde- und Verwaltungsreform die Gemeinde Neulautern nach Wüstenrot eingemeindet. Am 1. Januar 1974 schlossen sich dann die Gemeinden Wüstenrot (mit Neulautern), Neuhütten, Maienfels und Finsterrot zur neuen Großgemeinde Wüstenrot im Landkreis Heilbronn zusammen. Damit waren die fünf Orte nicht mehr wie zuvor auf drei verschiedene Landkreise verteilt. Als Name der neuen Gemeinde waren auch Weihenbronn oder Neurot im Gespräch. Schließlich einigte man sich nach anfänglichem Widerstand Neuhüttens doch auf den Namen Wüstenrot, wofür der Bekanntheitsgrad der gleichnamigen Bausparkasse den Ausschlag gab. Ein gemeinsames Rathaus wurde im geographischen Mittelpunkt der Gemeinde nahe Weihenbronn gebaut.
Am 8. Dezember 1975 entschieden sich die Bürger des Maienfelser Ortsteils Brettach für die Trennung von Wüstenrot und die Umgliederung nach Bretzfeld im benachbarten Hohenlohekreis, die am 1. Januar 1977 wirksam wurde.

## Religionen
Wüstenrot ist mehrheitlich evangelisch. In Maienfels, Neuhütten, Neulautern und Wüstenrot gibt es evangelische Kirchengemeinden, die alle zum Kirchenbezirk Weinsberg-Neuenstadt der Evangelischen Landeskirche in Württemberg gehören – mit jeweils eigenem Kirchengebäude.
Die Evangelisch-methodistische Kirchengemeinde Wüstenrot-Neuhütten verfügt über zwei Kirchengebäude in Neuhütten und Wüstenrot. Für die katholischen Christen ist die Katholische Kirchengemeinde in (Obersulm)-Affaltrach zuständig, in Neuhütten gibt es ein Kirchengebäude. Neuapostolische Kirchengemeinden gibt es in Wüstenrot und Neulautern, jeweils mit eigenem Kirchengebäude. Seit 2001 gibt es die evangelisch-freikirchliche Gemeinschaft Internationale Christus Gemeinde Wüstenrot. In Neuhütten ist zudem seit Mitte des 19. Jahrhunderts die Evangelische Täufergemeinde Neuhütten vertreten.

## Politik

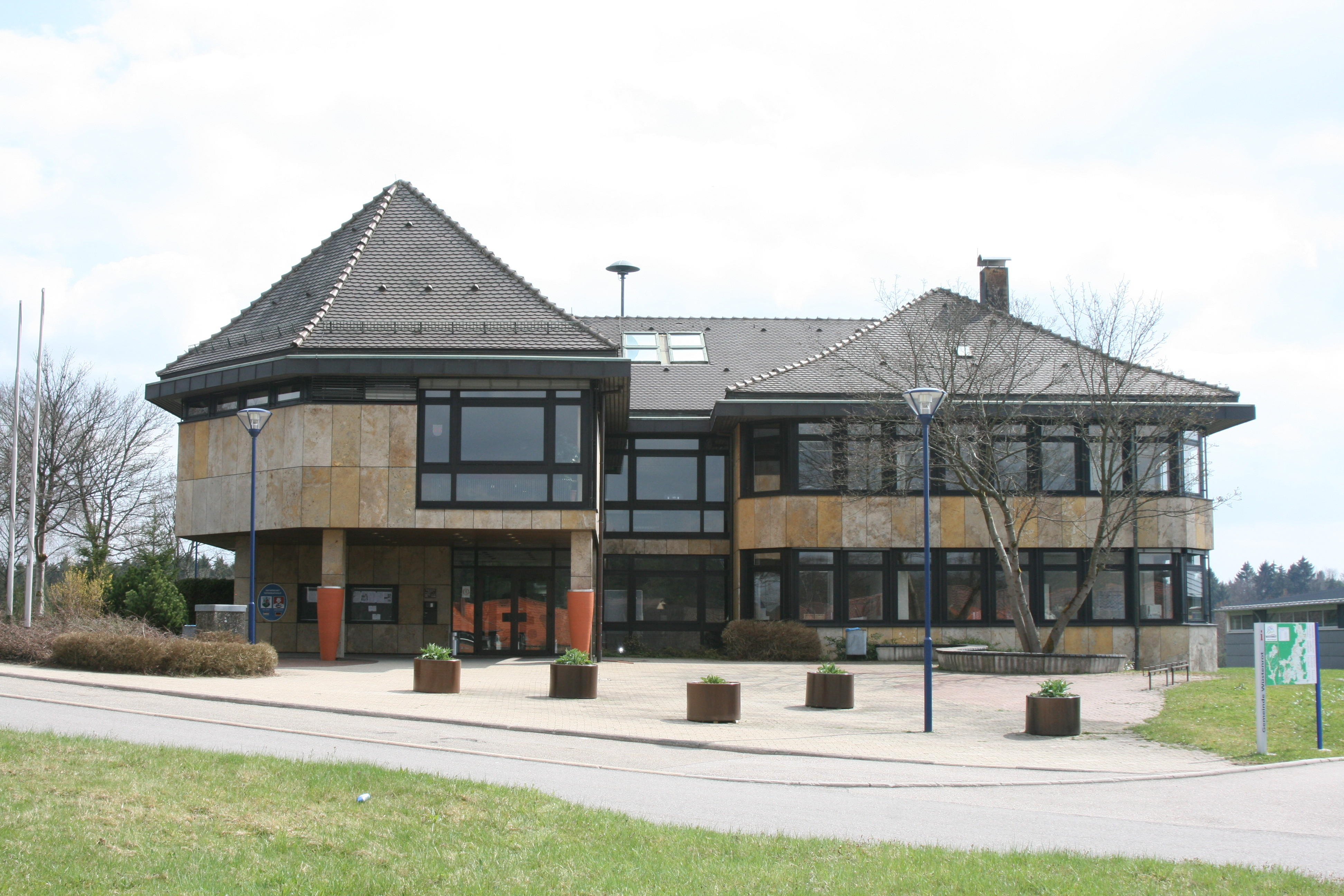
Das Wüstenroter Rathaus im Ortsteil Weihenbronn

### Gemeinderat und Ortschaftsräte
Der Gemeinderat besteht aus den gewählten ehrenamtlichen Gemeinderäten und dem Bürgermeister als Vorsitzendem. Der Bürgermeister ist im Gemeinderat stimmberechtigt. In Wüstenrot wird der Gemeinderat nach dem Verfahren der unechten Teilortswahl gewählt. Dabei kann sich die Zahl der Gemeinderäte durch Überhangmandate verändern. Der Gemeinderat in Wüstenrot hat nach der letzten Wahl 17 Mitglieder. 
Die Kommunalwahl am 9. Juni 2024 führte bei einer Wahlbeteiligung von 62,6 % zu folgendem amtlichen Endergebnis (mit Vergleichszahlen voriger Wahlen):
| Partei / Liste                                | 2024          | 2024   |         | 2019          | 2019   |
| Partei / Liste                                | Stimmenanteil | Sitze  |         | Stimmenanteil | Sitze  |
| Freie Wählervereinigung (FWV)                 | 75,6 %        | 12     | 74,6 %* | 12            |        |
| Liste Burgfrieden                             | --            | --     | 74,6 %* | 1             |        |
| Sozialdemokratische Partei Deutschlands (SPD) | 24,4 %        | 4      | 25,4 %  | 4             |        |
| Wahlbeteiligung                               | 62,6 %        | 62,6 % |         | 57,2 %        | 57,2 % |

* Vom Statistischen Landesamt nicht getrennt veröffentlicht
In jeder der fünf Ortschaften Finsterrot, Maienfels, Neuhütten, Neulautern und Wüstenrot gibt es zudem einen Ortschaftsrat, der jeweils sechs Mitglieder hat. Auf ihren Vorschlag hin wählt der Gemeinderat für jede Ortschaft einen ehrenamtlichen Ortsvorsteher. Diese Gremien sind zu wichtigen die Ortschaft betreffenden Angelegenheiten zu hören.

### Bürgermeister
- 1974–1990: Ernst Schlagenhauf (* 1939)
- 1990–2006: Roland Awe
- 2006–2014: Heinz Nägele
- seit 2014: Timo Wolf

Bei der Bürgermeisterwahl am 26. März 2006 setzte sich der aus der Nachbargemeinde Mainhardt (Ortsteil Ammertsweiler) stammende Herausforderer Heinz Nägele gegen den wieder antretenden Amtsinhaber durch und gewann die Wahl mit 66,01 % der Stimmen; der bisherige Amtsinhaber erhielt 32,27 %. Der neue Bürgermeister trat sein Amt am 3. Mai 2006 an.
Bei der Bürgermeisterwahl am 16. März 2014 siegte Timo Wolf, Diplom-Verwaltungswirt (FH) und bis dahin Hauptamtsleiter der Gemeinde Eigeltingen, mit absoluter Mehrheit. Am 13. März 2022 wurde er mit 95,8 Prozent der Stimmen für eine zweite Amtszeit wiedergewählt.

### Wappen und Flagge

Wappen Wüstenrots

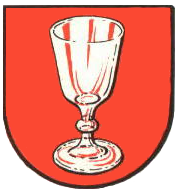
Altes Wappen Wüstenrots

Die Blasonierung des Wüstenroter Wappens lautet: In Rot unter einem silbernen Glasgefäß ein erniedrigter silberner Wellenbalken, belegt mit einem blauen Fisch. Die Flagge der Gemeinde ist Weiß-Rot.
Vor der Kommunalreform hatte Wüstenrot ein Wappen geführt, dessen Blasonierung In Rot ein silbernes Kelchglas lautet. Dieses Wappen ging auf einen um 1930 verwendeten Schultheißenamtsstempel zurück, der das Kelchglas-Wappen in der Art eines Familienwappens mit Helm, Helmzier und Helmdecken enthielt und seinerseits auf ein in farbigem Glas gefertigtes Wappen von 1720 im Rathaus zurückging, das einem Johann Jakob Wenzel gehörte. Die württembergische Archivdirektion lehnte dieses Wappen zunächst als beziehungslos ab, ließ es dann aber (ohne Oberwappen) doch zu, nachdem die Gemeinde das Kelchglas als Hinweis auf die früher in Wüstenrot betriebene Glasherstellung verstanden haben wollte. Die Farben wurden von der Archivdirektion festgelegt. Das Wappen und die Flaggenfarben Weiß-Rot wurden der Gemeinde am 22. Februar 1963 vom baden-württembergischen Innenministerium verliehen.
Nach der Gemeindereform nahm die neue Gemeinde Wüstenrot auf Vorschlag des Hauptstaatsarchivs ein neues Wappen an. Das nach einem Fund bei Neuhütten gezeichnete Glasgefäß erinnert an die früheren Glashütten im Gemeindegebiet, während der Fisch im Wellenbalken die Gewässer Rot, „Spiegelberger“ Lauter und Brettach symbolisiert. Wappen und Flagge wurden der Gemeinde am 17. März 1975 vom baden-württembergischen Innenministerium verliehen.

### Partnerschaft
Wüstenrot ist seit 1989 verschwistert mit der Gemeinde Solymár in Ungarn. Die Partnerschaft geht zurück auf ungarndeutsche Flüchtlinge, die nach dem Zweiten Weltkrieg nach Neuhütten kamen, die Beziehungen in die alte Heimat aber aufrechterhielten und pflegten.

## Kultur und Sehenswürdigkeiten

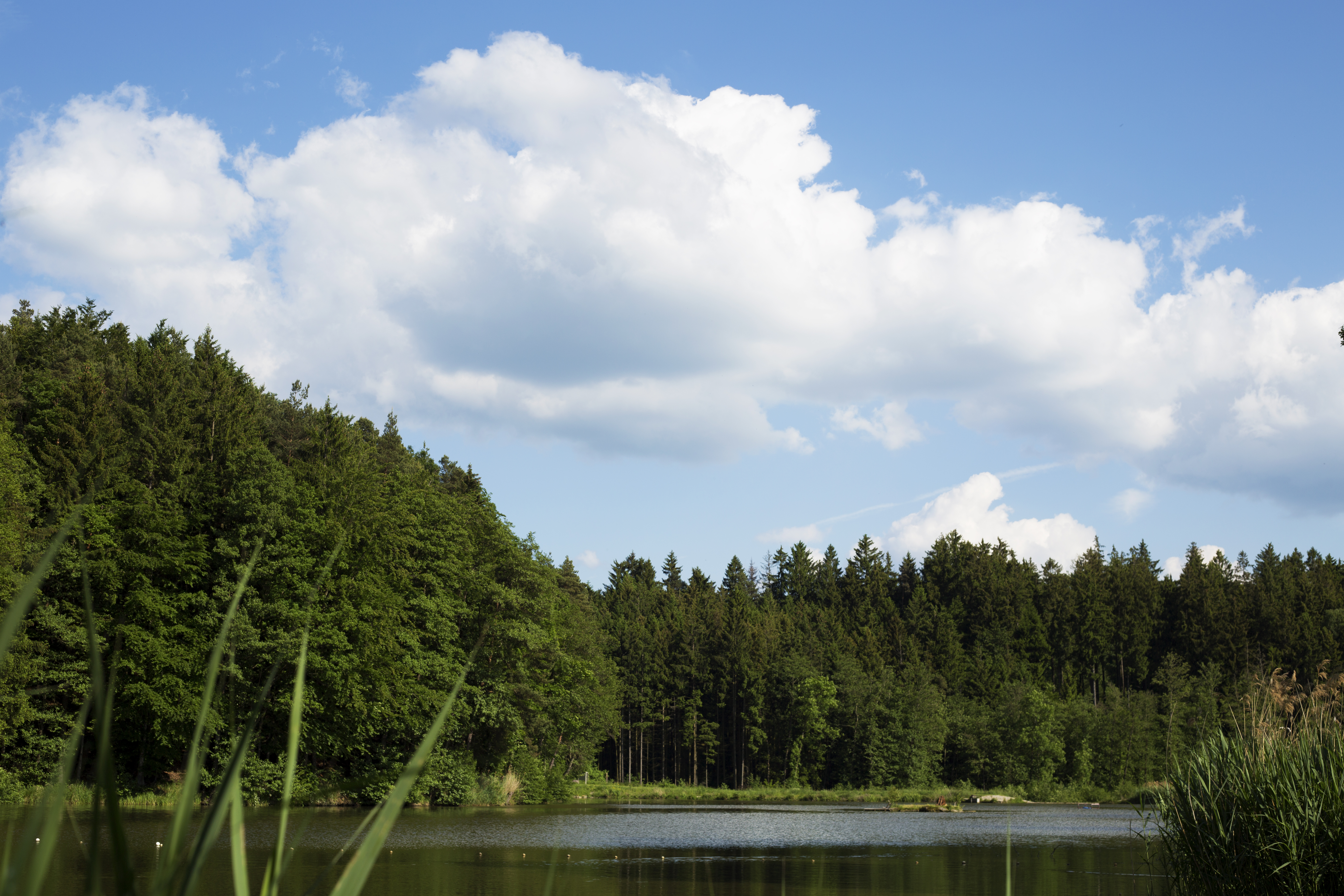
Finsterroter See

Wüstenrot liegt an der Idyllischen Straße, die an vielen Sehenswürdigkeiten vorbeiführt.

### Museen
In Wüstenrot gibt es das Bauspar-Museum sowie ein Glas- und Heimatmuseum.

### Bauwerke
Siehe auch: Liste der Kulturdenkmale in Wüstenrot

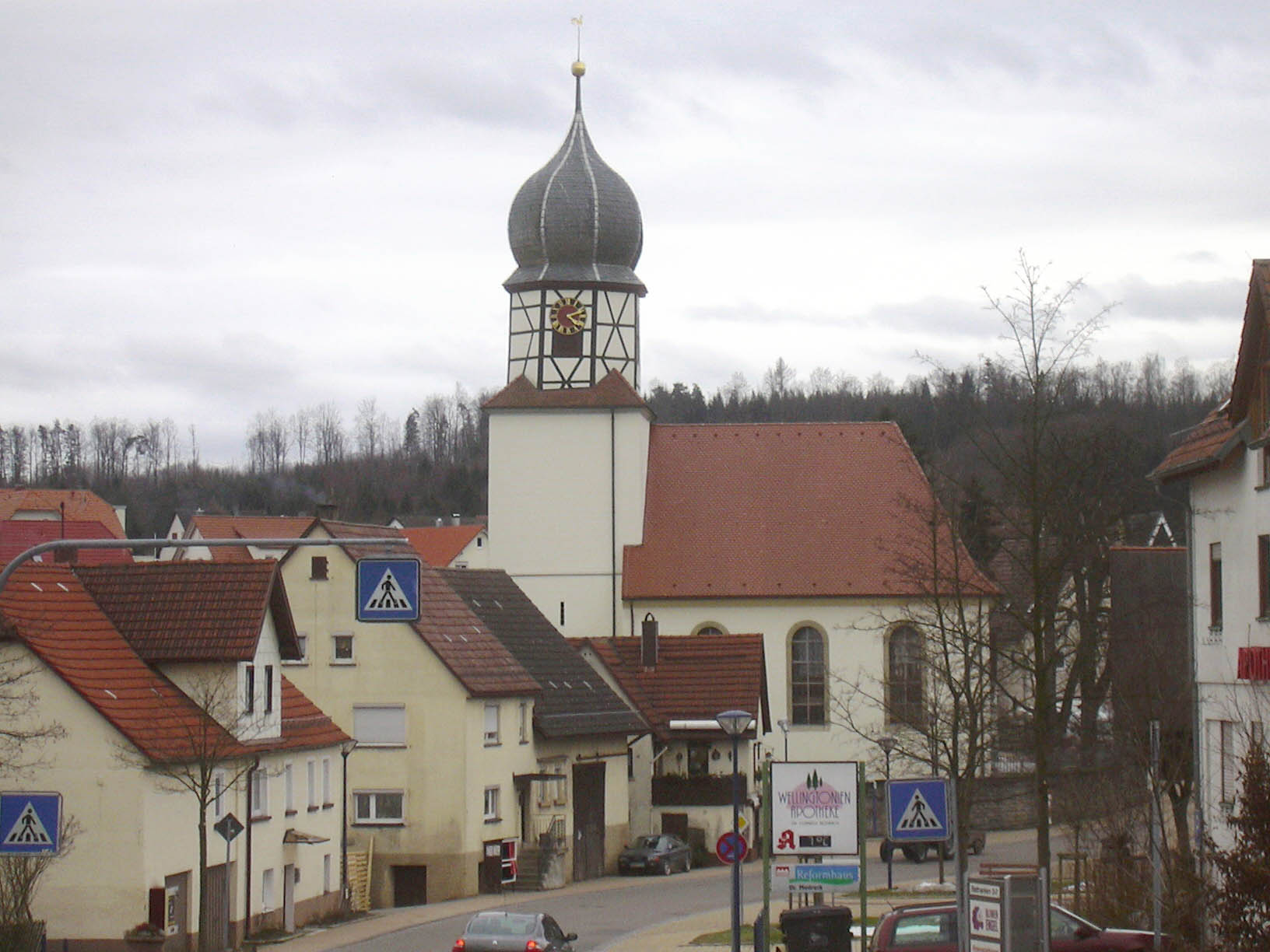
Ortsmitte von Wüstenrot mit evang. Kilianskirche

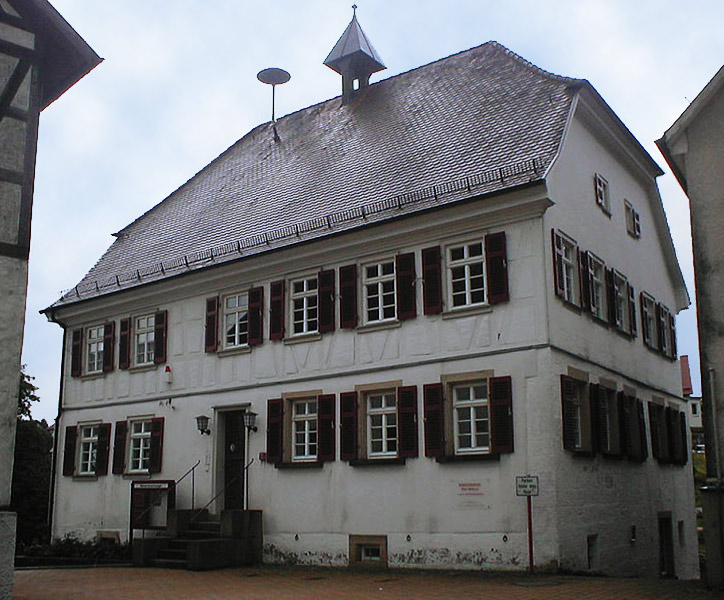
Altes Rathaus Wüstenrot

#### Evangelische Kirchen
Über die Entstehungsgeschichte der jeweiligen Kirchengemeinden und ihrer Gottesdienststätten liegen detaillierte und anschauliche Schilderungen vor.
- In der Ortsmitte von Wüstenrot befindet sich die Kilianskirche, die nach einer im Ostturm-Chor aufgegangenen romanischen Kapelle aus dem 11. Jahrhundert ihre heutige Gestalt 1732 durch eine beträchtliche Erweiterung nach Süden (heute immerhin noch 450 Sitzplätze) erhielt und nach der grundlegenden Umgestaltung des Innenraums 1966 nur Reste der barocken Ausstattung aufweist, darunter von 1784 den Taufstein und die Orgel (von Joseph Nepper aus Schwäbisch Gmünd). Auf quadratischem mehrstöckigen Turmmauerwerk sitzt eine schmucke achteckige Fachwerk-Glockenstube mit abschließender welscher Haube.
- Die Burgkirche im Ortsteil Maienfels befindet sich am Hang unterhalb der Burg. 1433 erbaut, 1613 als einschiffige Saalkirche zur Querkirche erweitert, zeigt sie sich mit heute etwa 300 Plätzen sowohl in gotischem Stil (Maßwerkfenster) als auch im Jugendstil. Das flachgedeckte Schiff wird innen von einer dreiseitig-ovalen Empore geprägt, die mit der Orgel den Ostchor und Altar überspannt. Das Baujahr 1613 spricht für eine bis heute durchgehaltene Querkirchen-Konzeption mit einer Ausrichtung des Gestühls und der Emporen auf die Südkanzel. Nach mehreren Restaurierungen im 19. Jahrhundert wurde das Gebäude 1914/15 durch die Stuttgarter Architekten Böklen und Feil umgebaut und erweitert. Dabei entstanden die südlich angebaute Sakristei, durch die ein Südeingang verlorenging, und das kleine Glockentürmchen über der Westfassade mit welscher Haube. Eine weitere Renovierung unter Hannes Mayer folgte 1956. Die Kanzelsäule aus der Renaissancezeit steht heute im Außenbereich, wie auch das alte Taufbecken als Brunnentrog auf einem Treppenabsatz. Der Kunstmaler Ernst H. Graeser schuf 1915 das Brüstungsgemälde über dem Altar mit dem Motiv Jesus und die Samariterin am Jakobsbrunnen.
- Die Kirche Neuhütten wurde 1863 auf Staatskosten durch den Heilbronner Baumeister Albert Barth errichtet.[22] Auch heute noch gehört die Kirche dem Land Baden-Württemberg. Sie ist mit ursprünglich 600 Sitzplätzen ein stattlicher Bau in neuromanischem Stil, nach den Grundsätzen des Eisenacher Regulativs als dreischiffige Hallenkirche mit Chorapsis und mit einer dreiseitigen Empore ausgestattet. Nur geringfügige Veränderungen gab es seither: Ein baufälliger Glockenträger wurde 1973 durch einen Dachreiter ersetzt, bei der Gesamtrenovierung 1988 die Sakristei verlegt, die Kanzel tiefer gesetzt und von der Künstlerin Karola Schierle aus Wüstenrot-Kreuzle das mittlere Chorfenster mit einem Glasgemälde Sintflut gestaltet.
- Die evangelische Martin-Luther-Kirche Neulautern entstand durch staatliche Veranlassung und aus Finanzmitteln des evangelischen Kirchenguts als Martin-Luther-Kirche samt Pfarrhaus 1865 bis 1867 nach Plänen des Heilbronner Baurates Albert Barth.[22] Die nordwestliche Längsseite wurde 1945 durch Kriegseinwirkungen stark beschädigt und danach vereinfacht wiederhergestellt. Eine Innenrenovierung 1971/72 veränderte den ursprünglichen Raumcharakter durch Entfernen der alten Ausstattung und einer u-förmigen Empore weitgehend. Zur freundlicheren Gestaltung trugen auch die Farbverglasungen der drei Chorfenster durch den renommierten Glaskünstler Hans-Gottfried von Stockhausen bei: 1951 schuf er zum Gedenken an die Toten des Zweiten Weltkriegs das Mittelfenster mit dem Auferstehungsmotiv, im Zusammenhang mit der Renovierung 1972 die beiden anderen Fenster (Geburt und Passion Jesu).
- Die evangelische Kirche Finsterrot wurde 1981 vom Maienfelser Architekten Schilling errichtet. Sie war dringend benötigt worden, weil das 1857 als Betsaal in Dienst genommene und 1957 als Kirche renovierte Gebäude 1975 wegen Einsturzgefahr aufgegeben werden musste. Die Kirche bietet auch einen Gruppenraum. Der freistehende Pyramiden-Kirchturm mit Schindelverkleidung musste nach einem 2002 wegen technischen Defekts entstandenen Vollbrand 2003 einschließlich der Glocken ersetzt werden.

#### Profane Bauten in den Ortsteilen
- Wüstenrot: Das alte Rathaus (heute: Bürgerhaus) wurde 1780 erbaut und 1997 bis 1999 renoviert, es beherbergt heute das Glas- und Heimatmuseum. Das alte Forsthaus in der Ortsmitte wurde ebenfalls im 18. Jahrhundert erbaut. Die alte Schule von 1909/10 ist seit 1980 Kindergarten. Das Haus Haller Straße 3, ein Fachwerkhaus von etwa 1750, in dem Georg Kropp seine erste Bausparkasse gründete, beherbergt heute das Bauspar-Museum.
- Im Ortsteil Maienfels befindet sich die 1302 erstmals erwähnte Burg Maienfels, seit dem 15./16. Jahrhundert im Besitz verschiedener Zweige der Familie von Gemmingen, die sie nach über 100 Jahren Leerstand und Verfall seit 1930 auch wieder bewohnen. In Maienfels sind außerdem Überreste der mittelalterlichen Stadtmauer erhalten. Das alte Rathaus wurde 1825 als Schulhaus erbaut und ab 1912 als Rathaus verwendet; das Gebäude befindet sich seit 1989 in Privatbesitz. Das ehemalige Neue Schulhaus wurde 1912 erbaut und 1981 privatisiert.
- In Neuhütten erinnert das ehemalige Hütthaus aus der Zeit um 1600 an die einstige Glasverhüttung, das Jägerhaus ist das einstige Gemmingensche Forsthaus von 1761. Das Pfarrhaus stammt von 1863, das Schulhaus von 1872, außerdem gibt es noch das Backhaus um 1850.
- In Neulautern wurde das Schul- und Rathaus 1838 errichtet, das Pfarrhaus 1865. Außerhalb des Ortes befindet sich die historische Fabrikanlage Lautertal, die 1850 als Steingutfabrik errichtet und nach Konkurs 1852 u. a. als Weberei, Luftkurhaus und Möbellager genutzt wurde.
- Im Ortsteil Finsterrot befindet sich das historische Gasthaus Waldhorn, das im 17. Jahrhundert als hohenlohisches Zollhaus errichtet wurde.

## Wirtschaft und Infrastruktur

### Wirtschaft
Der Ortsteil Maienfels ist ein Weinbauort, dessen Lagen zur Großlage Lindelberg im Bereich Württembergisch Unterland des Weinbaugebietes Württemberg gehören.

### Verkehr
Wüstenrot liegt an der Bundesstraße 39 von Frankenstein (Pfalz) nach Mainhardt.
Der Öffentliche Personennahverkehr wird mit Bussen vom Heilbronner Hohenloher Haller Nahverkehr und dem Wüstenroter Unternehmen Omnibusverkehr Zügel bedient.
Die nächsten Bahnhaltestellen befinden sich an der Bahnstrecke Heilbronn–Crailsheim in Obersulm-Willsbach, in Bretzfeld und in Schwäbisch Hall. Zu allen Bahnhöfen bestehen direkte Busverbindungen, nach Obersulm und Bretzfeld häufiger als nach Schwäbisch Hall.

### Medien
Über das Geschehen in Wüstenrot berichtet die Tageszeitung Heilbronner Stimme in ihrer Ausgabe für das Weinsberger Tal (WT).

### Bildung
Es gibt in Wüstenrot zwei Schulen: in Neuhütten die Grundschule Neuhütten, in Wüstenrot die Georg-Kropp-Schule (bis Mai 2012 Grund- und Werkrealschule Wüstenrot, GWRS). Die Georg-Kropp-Schule Wüstenrot ist eine der 34 Starterschulen, die seit dem Schuljahr 2012/2013 die ersten baden-württembergischen Gemeinschaftsschulen sind.
Darüber hinaus unterhält die Volkshochschule Unterland in Wüstenrot eine Außenstelle.
Die Bücherei Wüstenrot steht den Einwohnern der Gemeinde und Feriengästen zur Verfügung.

## Persönlichkeiten

### Ehrenbürger
- Georg Kropp (1865–1943), Gründer der Bausparkasse Wüstenrot (verliehen am 1. Dezember 1930 anlässlich seines 65. Geburtstages)

### In Wüstenrot geboren
- Friedrich Johann Jakob Bartruff (1754–1833), Militärkartograph und Offizier
- Georg Christian Philipp Friedrich Seefried (1814–1881), Landtagsabgeordneter, Mitglied der Frankfurter Nationalversammlung
- Hans Haering (1875–1956), Architekt
- Ernst Kretschmer (1888–1964), Psychiater
- Hermann Gmelin (1900–1958), Romanist
- Dieter Läpple (1938–2019), Bildhauer und Kunsterzieher

### Sonstige mit der Gemeinde in Verbindung stehende Personen
- Hans Franke (1893–1964), Publizist und Autor, lebte und starb in Wüstenrot
- Ivica Astalos (* 1954), Cartoonist, lebt in Wüstenrot
- Isabell Huber (* 1987), Politikerin (CDU), in Wüstenrot aufgewachsen
- Madeline Willers (* 1994), Sängerin, wohnt in Wüstenrot